# Hateruma-jima

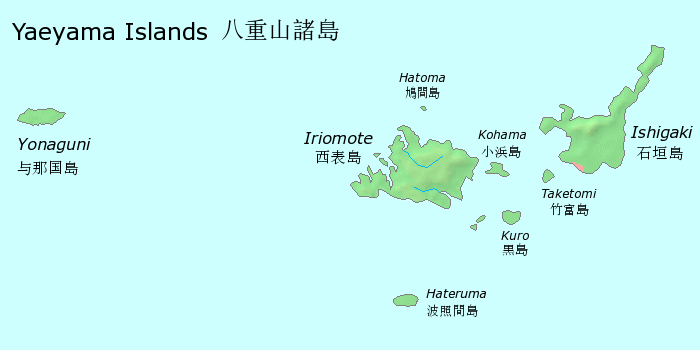
Lägeskarta

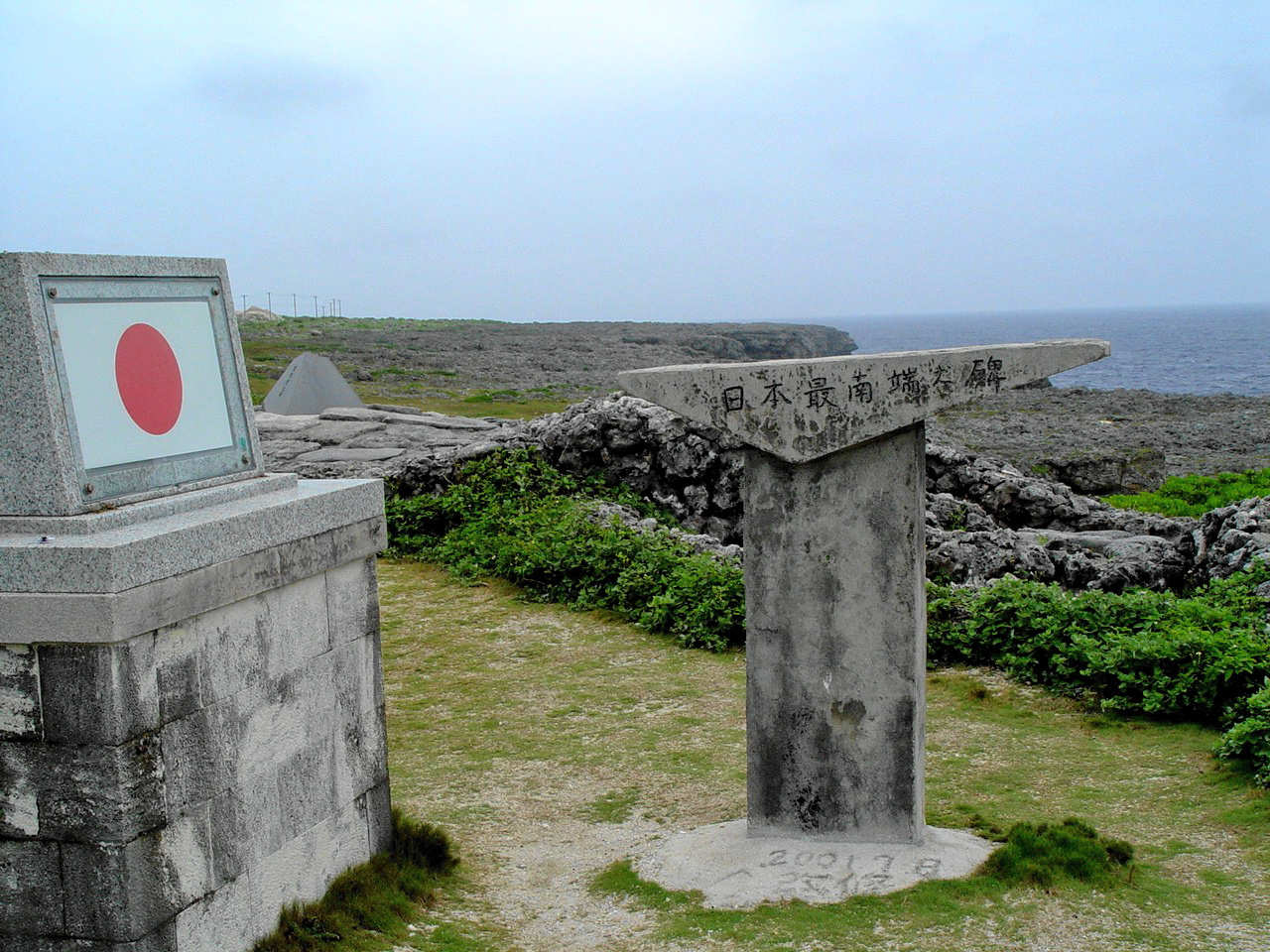
Japans sydligaste punkt på Hateruma

Hateruma (japanska Hateruma-jima) är en ö i ögruppen Yaeyamaöarna i nordvästra Stilla havet som tillhör Japan.

## Geografi
Hateruma ligger i Östkinesiska havet ca 390 km öster om Okinawa och ca 63 sydväst om Ishigaki. 
Ön är en korallö och har en areal om ca 12,75 km² och omges av ett korallrev. Den högsta höjden är på ca 60 m ö.h. och ön är Japans sydligaste bebodda plats.
Befolkningen uppgår till ca 600 invånare där de flesta lever i orterna Hateruma vid hamnen på öns östra del. Förvaltningsmässigt tillhör ön Taketomi kommun i "Yaeyama-gun" (Yaeyama-distrikt) i Okinawa prefektur.
Ön har en liten flygplats Hateruma airport (flygplatskod "HTR") för lokalt flyg på öns östra del.

## Historia
Ögruppen ingår i Okinawaöarna som alltid har varit ett viktigt handelscentrum i regionen. Öarna utgjorde mellan 1300-talet och 1800-talet ett oberoende kungadöme, Kungariket Ryukyu. Riket hade kontakter inte bara med grannarna Japan och Kina, utan också med exempelvis Borneo och Java. Sin självständighet behöll riket genom att betala tribut (brandskatt) till ömsom Kina, ömsom Japan.
1879 införlivades riket i Japan, och blev länet Okinawa.
Under andra världskriget utspelade sig våren 1945 ett av de största och betydande slagen i Stilla havet (Slaget om Okinawa) här. Området ockuperades sedan av USA som förvaltade öarna fram till 1972 då de återlämnades till Japan.
Den 1 oktober 2005 infördes den nuvarande förvaltningsstrukturen med distrikt och stad.